# اورو، استونی
اورو (به انگلیسی: Üru) یک روستا در دهستان سارما، شهرستان ساره واقع در غرب کشور استونی است.
قبل از اصلاحات اداری استونی در سال ۲۰۱۷، این روستا جزی منطقه کیهلکونا محسوب می‌شد.